# Rise (песня Public Image Ltd)
«Rise» — песня британской группы Public Image Ltd, ставшая первым синглом с альбома 1986 года Album. Сингл выпущен в 7-дюймовых и в 12-дюймовых форматах. Он занял 11 место на британском хит-параде и стал одним из самых коммерчески успешных хитов группы.

## Запись
В создании принимали участие Стив Вай(гитара), Тони Уильямс(барабаны), Билл Ласвел(бас-гитара) и Л.Шанкар(скрипка).
Том Дойл из Sound on Sound(музыкальный журнал) сказал: "[Звукорежиссер Джейсон Косаро]...установил Уильямса в нижней части лифта Power Station, подключив микрофон как близко, так и на расстоянии, чтобы создать характерный барабанный звук "Rise", в частности Shure SM58 на малом барабане, Sennheiser MD 421 на томах и Neumann U47 FET для эмбиента". Билл Ласвелл вспоминал: «Я и [гитарист] Ники [Скопелитис] играли в аппаратной… и все было с первого раза. Мы использовали компьютер Fairlight, как своего рода, трек кликов, а в фрагменте, который стал "Rise", Тони опустил бит, а мы вернулись и опустили бит. В противном случае я подумал, что было бы здорово иметь возможность сказать, что все было с первого раза».

## О сингле
- 7-дюймовая версия — сокращенная версия 12-дюймовой. Инструментальная Сторона В была сделана, как ремикс Джейсоном Корсардом.
- Чтобы поддержать тематику Album, сингл так и был назван «Single».
- Текст песни рассказывает об апартеиде в ЮАР, одной из главных проблем 80-х. Возможно, зачатки этой песни были ещё в 1978 году. Сид Вишес заявлял, что группа работает над песней о Южной Африке, где черные пытаются восстать и захватить контроль.
- Фраза «May the road rise with you» является старинной ирландской молитвой.
- Обложку к синглу создавал Джон Лайдон, вдохновленный брендом американских супермаркетов.

## Список композиций
7" формат
1. «Rise (7» Edit)" — 4:28
2. «Rise (Instrumental)» — 6:05

12" формат
1. «Rise» — 5:58
2. «Rise (Instrumental)» — 5:57

## Использование в популярной культуре
«Rise» прозвучала в фильмах «Правила секса» (2002), «Повышение» (2008) и «Remarkable Power» (2008), "Денежная игла" (2021).
Видеоклип на песню был показан в эпизоде сериала «Бивис и Баттхед», во время их переключения каналов.

## Кавер-версии
- В 1997 году кавер-версия «Rise» была выпущена на мини-альбоме Time Capsule американской группы Tripping Daisy.
- Песня в исполнении Бразильской рок-группа Legião Urbana вошла в их альбом, а также DVD 1999 года MTV Acústico.
- Австралийская индастриал-метал-группа Jerk записала «кавер-версию» «Rise» для своего дебютного альбома 2003 года When Pure Is Defiled.
- В 2009 году фолк-группа The Bad Shepherds английского комика Эдриана Эдмондсона выпустила перепела песню на своём дебютном кавер-альбоме Yan, Tyan, Tethera, Methera!.
- В июле 2012 года британская группа Love Amongst Ruin выложила свою версию песни для бесплатного скачивания на странице Facebook[4]

## Состав
• Джон Лайдон — вокал
• Стив Вай — гитара
• Тони Уильямс — барабаны
• Билл Ласвелл — бас-гитара
• Л. Шанкар — скрипка